# Janiralata modesta
Janiralata modesta là một loài chân đều trong họ Janiridae. Loài này được Mezhov miêu tả khoa học năm 1981.